# روايليو
روايليو هي بلدية في مدينة تورينو الحضرية، في منطقة بيمنتة الإيطالية، وتقع على بعد حوالي 45 كيلومتر (28 ميل) شمال تورينو .
تقع روايليو على حدود البلديات التالية: كاستيلامونتي، فال دي تشي، فالتشيوسا، إيسيجليو، كاستيلنوفو نيجرا، وفيستروريو .